# 蓋 (姓)
蓋（がい）は、漢姓の一つ。

## 中国
『百家姓』では405位となっている。2020年の中華人民共和国の統計では人数順の上位100姓に入っておらず、台湾の2018年の統計では324番目に多い姓で、493人がいる。

### 著名な人物
- 蓋寛饒 - 前漢の政治家[3]。
- 蓋延 - 後漢の武将。
- 蓋勲 - 後漢の武将。
- 蓋嘉運 - 唐代の武将。
- 蓋文達 - 唐代の儒学者。
- 蓋呉（中国語版） - 北魏時期の反乱指導者。
- 蓋寓（中国語版） - 唐末の人物。李克用の謀臣。
- 蓋方泌（中国語版） - 清の政治家。
- 蓋世宝（中国語版） - 香港のタレント。

## ベトナム
蓋（カイ）は、ベトナムの姓の一つ。

### 著名な人物
- 蓋氏禎 - 明命帝の貴人。